# Rádio Voz da Liberdade
A Rádio Voz da Liberdade foi uma emissora de rádio em português, operando a partir de Argel.
As emissões faziam-se três vezes por semana, eram dirigidas a Portugal e às colónias africanas. Ao contrário da Rádio Portugal Livre, que funcionava na clandestinidade, a Rádio Voz da Liberdade utilizava as instalações da Rádio Argel.
O poeta e político português Manuel Alegre trabalhou na emissora durante cerca de dez anos, quando se encontrava exilado na Argélia.